# Сребрна флота
Сребрна флота је назив употребљаван од 16. до 18. века за саставе шпанских галеона који су од 1561. године једанпут годишње превозили плементе метале (сребро и злато) из колонија у новооткривеним пределима Америке у Европу. 
Сваке године, у септембру, испловљавале су две ескадре галеона из Севиље, а 1717-1790. из Кадиса; једна је пловила за Веракруз са робом за Мексико и друге земље средње Америке, а друга за Портобело са робом за Перу и Чиле. На повратку, укрцавши драгоцености из тамошњих шпанских поседа, сјединиле би се у Хавани на Куби и као Сребрна флота пловиле за метрополу. Те редовне пловидбе омогућавале су Енглезима и Холанђанима да систематски и организвано нападају флоту наносећи Шпанији велике губитке. 